# Ilona Staller

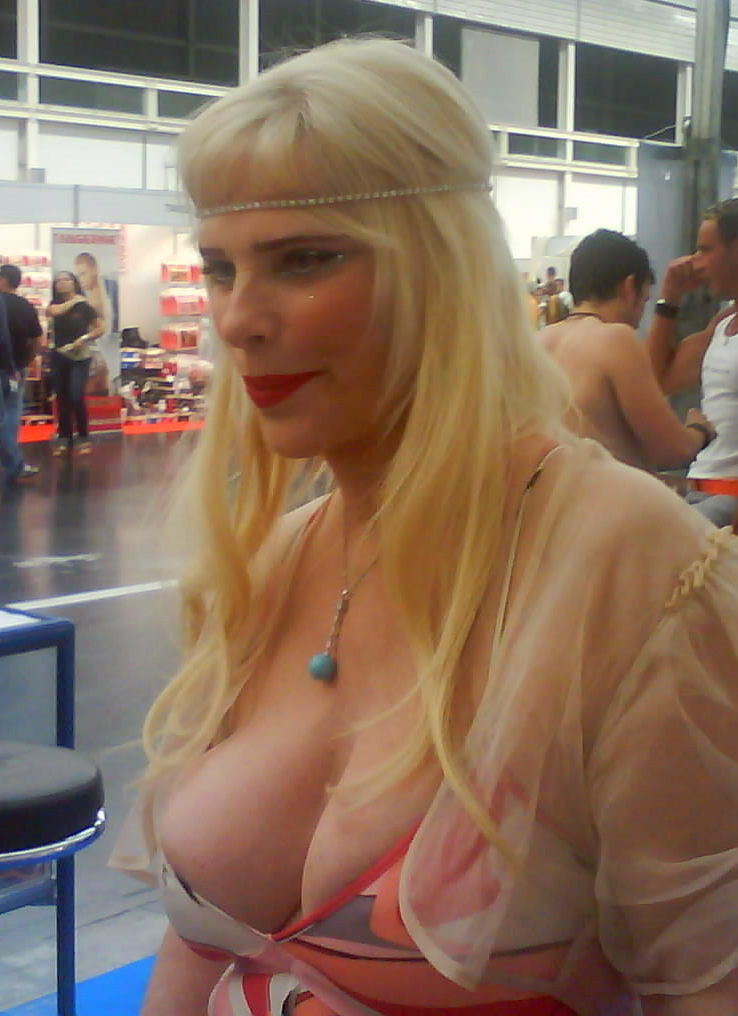
Ilona Staller (2009)

Elena Anna Staller (* 26. November 1951 in Budapest), besser bekannt unter ihrem Künstlernamen Cicciolina (italienischer Kosename, wörtlich „Fleischklößchen“), ist eine ungarisch-italienische Politikerin, Sängerin und ehemalige Pornodarstellerin. Nach ihrem Rückzug aus dem Pornographiegeschäft engagierte sich Staller aktiv für die italienische Partei Partito Radicale, für die sie von 1987 bis 1992 im Parlament in Rom saß.

## Leben

### Frühe Jahre
Sie wurde in Kőbánya, einem Stadtteil von Budapest, geboren. Ihr Vater, László Staller, verließ die Familie, als sie drei Jahre alt war. Sie wurde von ihrer Mutter, einer Hebamme, und ihrem Stiefvater, einem Beamten im ungarischen Innenministerium, und drei weiteren Geschwistern aufgezogen. Als Kind lernte sie Klavier, Violine und Tanz (klassisch und modern). Im Alter von 13 Jahren begann Staller, für eine ungarische Modelagentur (u. a. Magyar Tavirati Iroda, MTI übersetzt Ungarisches Telegramm-Büro) zu arbeiten. 
Nach ihrer Matura studierte sie etwa vier Semester Medizin. Sie wollte Gynäkologin werden. Zeitweise arbeitete sie als Aushilfe in einem Budapester Hotel.
Später arbeitete sie als Escortgirl und gemäß eigenen Angaben gleichzeitig für den ungarischen Geheimdienst.
Sie heiratete einen italienischen Kunden, Salvatore Mercuri – die Ehe hielt nur kurze Zeit –, und übersiedelte nach Italien, zuerst nach Mailand.
Nach ihrer Übersiedelung 1971 nach Italien wurde sie dort Anfang der 1970er Jahre mit der Radioshow Radio Luna einem breiteren Publikum bekannt. Für diese Sendung gab sie sich erstmals ihren Künstlernamen Cicciolina. Als Schauspielerin war sie bis 1979 in etwas mehr als zwanzig Genrefilmen zu sehen, bevor sie sich dem Pornofilm zuwandte.

### Als Pornodarstellerin und italienische Politikerin
1978 sorgte Cicciolina für Schlagzeilen, als sie in der Fernsehshow C’era due Volte vor laufender Kamera ihre Brüste entblößte, was zuvor im italienischen Fernsehen noch nie vorgekommen war. 1979 wurde sie zur Spitzenkandidatin der Lista del Sole, Italiens erster grüner Partei, gewählt. Zu ihrem Wahlkampf gehörte es, bei ihren Auftritten die Brüste zu entblößen. 1985 schloss sie sich dem Partito Radicale an und kämpfte gegen Nuklearenergie, für Menschenrechte und gegen den Hunger in der Welt. Sie wurde 1987 in das italienische Parlament gewählt – zu jener Zeit hatten Frauen 6,5 Prozent der Sitze dort inne. Ihre Pornoshow Perversion führte sie als Waffe im Krieg gegen die Prüderie auch während der Amtszeit weiterhin auf. Cicciolina provozierte öffentliche Skandale: 1988 war sie in Venedig halb nackt auf das Reiterstandbild des Bartolomeo Colleoni gestiegen, um ihre Fans zu begrüßen. Wegen „obszöner Akte in der Öffentlichkeit“ wurde sie später in Venedig zu fünf Monaten Gefängnis auf Bewährung verurteilt.

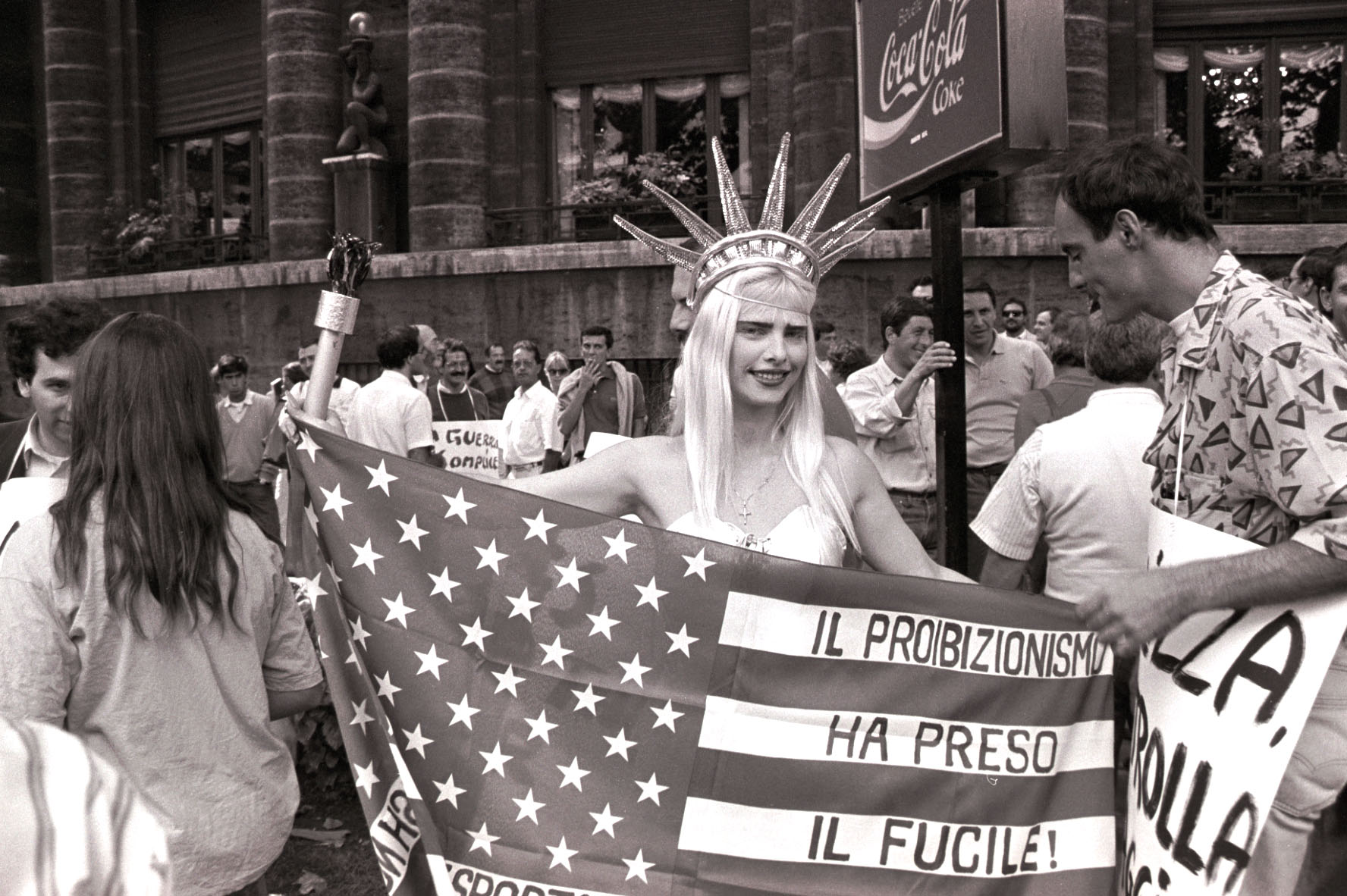
Ilona Staller 1989 bei einer Demo in Rom – Die Inschrift heißt: „Der Prohibitionismus hat sich ein Gewehr geholt!“

1989 drehte Cicciolina ihren letzten Pornofilm. Während ihrer Karriere als Pornodarstellerin drehte sie mit fast allen Größen dieses Genres wie John Holmes, Ron Jeremy, Peter North und Rocco Siffredi. Als Sängerin veröffentlichte sie mehrere Italo-Disco-Platten.
Sie versteht sich in der Rolle der Exponentin einer unterrepräsentierten Welt, die sich offen zum lebensbejahenden Erotismus und Hedonismus bekennt: „Die Erotik ist ein großes Universum, in dem du den Himmel, die Sterne und das klare Meer erblickst. Ein Traum für den, der wirklich träumen kann, denn die Träume klammern sich an dich. Mein Leben war immer ein Traum. Ich lebe mit großer Intensität, denn ich liebe das Leben. Das Leben ist für mich Farbe, ist Liebe, Sex, Phantasie, Natur. Erotik ist der Sinn des Lebens, ein Blick, eine Hand, eine Liebkosung. Wie erregend ist der Geruch, der Schweiß auf den Lippen… Man muss dazu fähig sein, Erotik zu übertragen“ (im Buch von Riccardo Schicchi).

### Heirat mit Koons
1991 heiratete sie den US-amerikanischen Objektkünstler Jeff Koons. Koons thematisierte ihre Ehe in seinem Werk, und es entstanden unter dem Titel Made In Heaven Skulpturen und großformatige Bilder, die ihn und Staller beim Geschlechtsverkehr und tabulosem Austausch von Zärtlichkeit zeigten. Riesige Fotos gaben das lustvolle Geschehen bis ins letzte Detail wieder, jedoch nicht um zu schockieren, wie der Künstler erklärte, sondern um in der Provokation die Schönheit des Dargestellten zu offenbaren. Laut Koons stellte er sich und Cicciolina als Adam und Eva dar; die Bilder handeln von der Ursünde, inspiriert von Koons Lieblingsgemälde, Die Vertreibung aus dem Paradies von Masaccio. Nach Auffassung mancher Kritiker versuchte Koons mit seinem erotischen Fotozyklus, der von künstlerisch-kitschigen Plastiken eingerahmt war, die Pornografie aus der Schmuddelecke zu holen und ihren Inhalt und Sinn in Richtung „Liebe, Lust und Sinnlichkeit“ zu verschieben. Die Medienwirkung der unter anderem in New York, Bielefeld und Venedig präsentierten Werkgruppe war – auch für Staller – immens und hat beide Protagonisten auch weit außerhalb der Kunstwelt international bekannt gemacht.
Bereits 1992 brach die Ehe mit Koons auseinander. Kurz nach der Trennung wurde ihr gemeinsamer Sohn Ludwig geboren, den Koons als eine biologische Skulptur und somit sein größtes Kunstwerk bezeichnete. Staller verließ zusammen mit ihrem Sohn die USA. 1998 wurde Staller nach einer langen gerichtlichen Auseinandersetzung das Sorgerecht zugesprochen. Der Sohn ist amerikanischer Staatsbürger.

### Internationale politische Aktivitäten
Staller ist weiterhin politisch aktiv. Sie tritt für eine sichere Zukunft ohne Nuklearenergie und für absolute sexuelle Freiheit einschließlich des Rechts auf Sex für Insassen von Gefängnissen und der Legalisierung von Bordellen ein. Sie wendet sich gegen jede Form von Gewalt, gegen Todesstrafe und Tierversuche. Sie fordert die Entkriminalisierung von Drogen, ein Verbot jedweder Form von Zensur, Sexualkundeunterricht in Schulen und eine objektive Aufklärung über AIDS. Außerdem schlug Staller eine Erhöhung der Kraftfahrzeugsteuer vor, um damit Umweltprojekte finanzieren zu können.
Im Januar 2002 suchte Staller nach Möglichkeiten, in ihrem Heimatland für den Budapester Stadtteil Kőbánya in das ungarische Parlament einzuziehen. Sie wollte sich für die Armenhilfe, das öffentliche Gesundheitswesen, Obdachlose und die Probleme von Rentnern einsetzen. Um ihre linksgerichtete Einstellung zu zeigen, entblößte sie während des Wahlkampfs oft ihre linke Brust. Ihre Kandidatur hatte keinen Erfolg.
Ähnlich erging es ihr, als sie ihren Körper in den 1990er Jahren Saddam Hussein als Gegenleistung für das Beenden seines diktatorischen Regimes im Irak anbot. Im Jahr 2006 wiederholte sie auf einer Erotikmesse dieses Angebot gegenüber Osama bin Laden.
Am 11. April 2013 gab Staller bekannt, dass sie bei den Kommunalwahlen am 26. und 27. Mai 2013 für das Amt der Bürgermeisterin von Rom, als Kandidatin der Italienischen Liberalen Partei, kandidieren wollte. Sie unterlag jedoch bereits bei der innerparteilichen Kandidatenaufstellung gegen Edoardo de Blasio, der bei der Bürgermeisterwahl nur 0,08 % der Stimmen bekam.

## Filmografie (Auswahl)
- 1970: Incontro d’amore (Bali)
- 1974: Day Killer (5 donne per l’assassino)
- 1975: Flotte Teens und heiße Jeans (La liceale)
- 1975: Ran an die hübsche Paukerin (La supplente)
- 1975: Warum bellt Herr Bobikow? (Cuore di cane)
- 1976: Emanuela – Dein wilder Erdbeermund (Inhibition)
- 1976: Die große Orgie (Vizi privati, pubbliche virtù)
- 1977: Yellow Emanuelle (Il mondo dei sensi di Emy Wong)
- 1979: Ich liebe dich, du kleiner Schwede! (Senza buccia)
- 1979: Teenager-Liebe (John Travolto… da un insolito destino)
- 1979: Ein zärtliches Biest (Cicciolina Amore Mio)

## Dokumentation
- La Cicciolina. Göttliche Skandalnudel